# Cofradía de la Oración del Huerto (Andorra)
La Cofradía de la Oración del Huerto o «El Angelico» es una cofradía de Semana Santa de la villa española de Andorra (Teruel). Es probablemente la más antigua de las cofradías andorranas todavía existentes, ya que se conoce su existencia desde el siglo XVIII.

## Historia
El libro de registros que se conserva contiene anotaciones desde 1929, pero la cofradía aparece citada ya en un texto de 1770, por lo que su origen puede ser anterior a ese año. En el pasado estaba integrada por las familias residentes en la antigua Calle Carnicería e inicialmente no tenía relación con la Semana Santa. Celebraba la fiesta del Ángel el 4 de septiembre, que era organizada y sufragada por dos mayorales elegidos por los cofrades. Se celebraba una misa, una procesión y una comida de hermandad en casa de los mayorales a la que asistían solo los hombres. Después de comer se celebraba un baile. Su vinculación con la Semana Santa se produce en un momento indeterminado a lo largo del siglo XIX.
El antiguo paso que se portaba a hombros representa los bustos de Jesús y el ángel y era el único que se adornaba con laurel. Se salvó de la destrucción ocasionada por la persecución religiosa desatada durante la Guerra Civil gracias a que unos fieles la escondieron en un bardal. Dado lo inadecuado del escondite, la cabeza de Jesús sufrió daños al ser parcialmente devorada por los ratones. Al finalizar la contienda y restablecerse las procesiones, era uno de los escasos cinco pasos supervivientes. Fue en esa época cuando el padre Vicente Aguilar renovó por completo la celebración introduciendo los tambores. El «Angelico» fue el primer paso que participó en el nuevo vía crucis a la Ermita de San Macario que se celebraba a las cinco de la madrugada del Viernes Santo. 
En 1964 se adquirió un nuevo paso en Olot —en el taller «El Arte Cristiano», el más antiguo de la localidad— obra de Arseni Bertrán que representa la misma escena: el ángel consuela a Jesús en Getsemaní pocas horas antes del comienzo de la Pasión. Esta imagen, más moderna, descansa en una peana sobre ruedas. La antigua se conserva en la capilla situada en la Calle Mayor.

## Símbolos

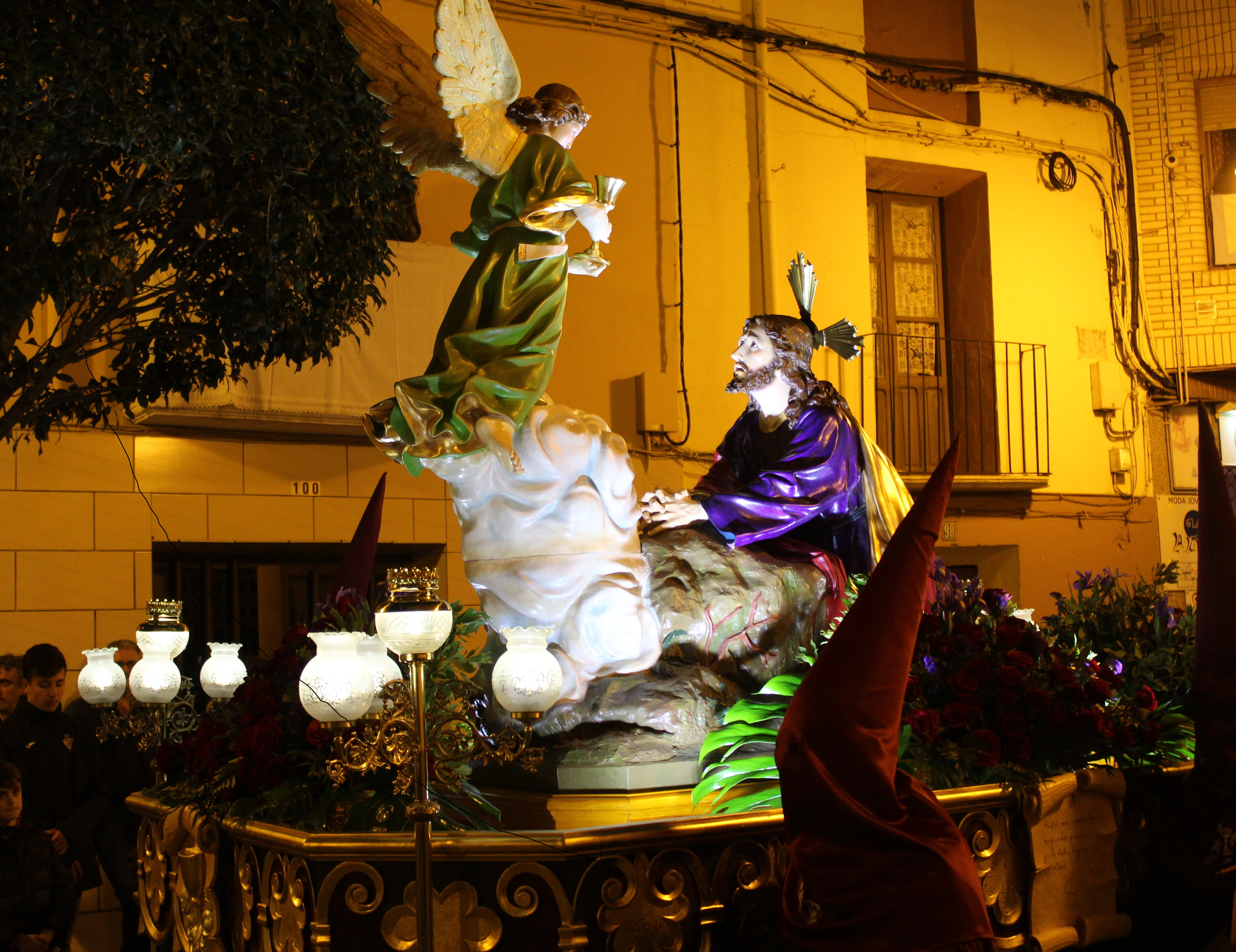
Paso procesional.

Los cofrades visten una túnica de color morado con botones rojos y ceñida por un cíngulo amarillo. Llevan capa y capirote de color granate y guantes blancos. El estandarte fue adquirido en 1993 y contiene la misma imagen del paso, Jesús con el ángel. El escudo es un cáliz rodeado por un ramo de laurel.

## Procesiones
La cofradía participa junto con otras en la Procesión del Desfile de los Estandartes del Sábado de Pasión, el vía crucis a la Ermita de San Macario del Domingo de Ramos, la Procesión del Silencio del Jueves Santo, la Procesión del Santo Entierro del Viernes Santo —a cuyo término los mayorales invitan a tortas y moscatel a los cofrades— y la Procesión de la Resurrección del Domingo de Pascua.